# Приятные ночи
«Приятные ночи» (итал. Le piacevoli notti) — сборник новелл итальянского писателя Джованни Франческо Страпаролы, впервые полностью опубликованный в 1550—1553 годах в Венеции.

## Содержание
«Приятные ночи» представляют собой набор историй, которые рассказывают друг другу десять дам и два кавалера в дни карнавала во дворце Лукреции Сфорца (Венеция). Многие из этих историй имеют сказочные сюжеты, содержат хитроумные загадки, рассказываются в нарочито неприглаженной форме. Некоторые написаны на бергамском наречии.

## Публикация и восприятие
Первая часть сборника (25 историй, рассказанных за пять ночей) была издана в Венеции в 1550 году, вторая (48 новелл и восемь ночей) — в 1553. В 1556 году вышли в свет обе части, причём в этом издании одна новелла (VIII, 3) была заменена двумя новыми (VIII, 3, 4). В дальнейшем сборник обрёл особую популярность в Испании, где много раз переиздавался.
Исследователи отмечают, что «Приятные ночи» — одно из многочисленных произведений, созданных в подражание «Декамерону» Боккаччо и носящих следы влияния «Трёхсот новелл» Саккетти. Однако они имеют огромное самостоятельное значение: благодаря активному использованию Страпаролой сказочных сюжетов в его книге появился новый жанр, новелла-сказка.